# Joseph E. Levine
Joseph Edward Levine (n. 9 septembrie 1905, Boston, Massachusetts, SUA – d. 31 iulie 1987, Greenwich, Connecticut, SUA) a fost un producător american de film. În momentul morții sale, se spunea că era implicat în 497 de filme în calitate de producător, distribuitor sau finanțator. Acestea includ: included Two Women, Contempt, The 10th Victim, Marriage Italian Style, The Lion in Winter, The Producers, The Graduate, The Night Porter, A Bridge Too Far și Carnal Knowledge.
Levine a fost, de asemenea, responsabilă pentru lansările americane ale lui Godzilla, King of the monsters!; Attila; și Hercules, care au contribuit la revoluționarea marketingului cinematografic american.